# The White Stripes
 (транскр.  Вајт страјпс; у преводу Беле пруге) рок је група из Детроита, САД. Састав чине бивши супружници Џек Вајт (правим именом Џон Ентони Гилис) и Мег Вајт (правим именом Меган Марта Вајт).
Џек Вајт је главни певач групе, гитариста, клавириста и текстописац, док Мег Вајт свира бубњеве, удараљке и пратећи је вокал. Музика групе је мешавина рока, панка, инди рока, блуза и фолк музике. Често се упоређује са музиком група Јардбердс, Лед зепелин или гитаристе Џимија Хендрикса.

## Занимљивости
Шеснаестог јуна 2007. група је одсвирала најкраћи концерт у историји рока, назван One-Note Concert (Концерт од једне ноте). Џек Вајт је изашао на бину, одсвирао ноту „F“ и затим напустио бину. Публика није била превише изненађена, будући да је овај "концерт" био најављен неколико дана унапред.

## Дискографија

### Албуми
- The White Stripes — 1999
- De Stijl — 2000
- White Blood Cells — 2002
- Elephant — 2003
- Get Behind Me Satan — 2005
- Icky Thump — 2007

## Награде
- 2002: MTV Video Music Award за најбоље специјалне ефекте за Fell in Love with a Girl
- 2002: MTV Video Music Award за најбољу монтажу за Fell in Love with a Girl
- 2003: MTV Video Music Award за најбољу монтажу за Seven Nation Army
- 2004: Brit Award за најбољу међународну групу
- 2004: Brit Award за најбољи сингл за Seven Nation Army
- 2004: Grammy Award за најбољи албум алтернативне рок музике за Elephant
- 2004: Grammy Award за најбољу рок песму за Seven Nation Army
- 2006: Grammy Award за најбољи албум алтернативне рок музике за Get Behind Me Satan